# Alexandru Mesian
Alexandru Mesian (* 22. Januar 1937 in Baia Mare; † 11. März 2023 in Lugoj) war ein rumänischer Geistlicher und rumänisch griechisch-katholischer Bischof von Lugoj.

## Leben
Alexandru Mesian besuchte die Grundschule in Ferneziu sowie die Berufsschule für den Bereich Chemie und das Gheorghe Șincai-Lyzeum in Baia Mare. 1957 begann Mesian das Studium der Katholischen Theologie am Theologischen Institut in Iași. Das Ministerium für religiöse Angelegenheiten ordnete jedoch noch im selben Jahre seine Zwangsexmatrikulation an. Nach der Ableistung des Militärdienstes war er ab 1960 als Techniker bei einer Bergbaumaschinenfabrik in Baia Mare tätig. Daneben setzte er von 1960 bis 1965 sein Theologiestudium im Geheimen fort aufgrund der antikirchlichen Maßnahmen der kommunistischen Regierung Rumäniens. Am 8. Mai 1965 empfing Mesian geheim durch den Weihbischof in Maramureș, Ioan Dragomir, das Sakrament der Priesterweihe für die Eparchie Maramureș. In den folgenden Jahren wirkte er neben seinem offiziellen Beruf als Techniker im Untergrund als Priester. Selbst seine Eltern, bei denen er zu dieser Zeit wohnte, erfuhren erst 1972, dass er Priester ist. Mesian widmete sich in dieser Zeit besonders der Katechese und der Förderung von Priesterberufungen.
Nach dem Sturz des von Nicolae Ceaușescu geführten kommunistischen Regimes infolge der Rumänischen Revolution 1989 und dem damit einhergehenden Ende der Verfolgung der Kirche konnte Mesian öffentlich als Priester wirken. 1990 wurde er nach der Wiederherstellung der kirchlichen Hierarchie Generalvikar der Eparchie Maramureș. Papst Johannes Paul II. berief ihn am 20. Juni 1994 zudem zum Mitglied des Päpstlichen Rates zur Förderung der Einheit der Christen.
Am 20. Juli 1994 ernannte ihn Papst Johannes Paul II. zum Koadjutorbischof von Lugoj. Der Erzbischof von Făgăraș und Alba Iulia, Lucian Mureșan, spendete ihm und Virgil Bercea am 8. September desselben Jahres vor der Kathedrale von Blaj die Bischofsweihe; Mitkonsekratoren waren der Bischof von Cluj-Gherla, Gheorghe Guțiu, und der Bischof von Lugoj, Ioan Ploscaru. Alexandru Mesian wurde am 20. November 1995 in Nachfolge von Ioan Ploscaru, dessen altersbedingtes Rücktrittsgesuch am selben Tag angenommen worden war, Bischof von Lugoj. Am 20. März 1996 wurde Mesian auch staatlicherseits als Bischof der Eparchie Lugoj anerkannt. Die Amtseinführung erfolgte am 5. Mai desselben Jahres. Unter seiner Führung wurde die Catedrala Greco-Catolică Coborârea Spiritului Sfânt  in Lugoj restauriert.
In der Rumänischen Bischofskonferenz leitete Alexandru Mesian ab 1994 die Ökumenekommission. Innerhalb der Synode der rumänischen griechisch-katholischen Kirche fungierte er ab 2005 als Vorsitzender der Kommission für die Erarbeitung des Partikularrechts und der Kommission für die Ökumene und die Missionsarbeit. Darüber hinaus gehörte er ab 1995 der Gemeinsamen Internationalen Kommission für den theologischen Dialog zwischen der katholischen Kirche und der orthodoxen Kirche an.
Am 7. Februar 2004 erhielt Mesian den Kultur-Verdienst-Orden von Rumänien (Kommandeur). Außerdem wurden ihm die Ehrenbürgerwürden der Städte Lugoj (2005), Bocsig (2017) und Baia Mare (2018) sowie der Kreise Timiș (2016) und Caraș-Severin (2018) verliehen.
Mesian starb im März 2023 im städtischen Krankenhaus in Lugoj.

## Schriften
- In memoriam Arhiepiscopul Ioan Ploscaru. Evocări şi amintiri. Signata, Timișoara 2001, ISBN 978-973-551-031-2.
- Despre familie şi căsătorie: mărturii. Editura Surorilor Lauretane, Baia Mare 2011, ISBN 978-6-06832607-8.
- Viaţa şi idealurile unui tânăr. Editura Surorilor Lauretane, Baia Mare 2012, ISBN 978-6-06832616-0.
- Ecumenismul: drumul spre unitatea creştină. Editura Surorilor Lauretane, Baia Mare 2012, ISBN 978-6-06832619-1.
- Scrisori pastorale de Crăciun şi de Paşti: evenimente 1996–2011. Editura Surorilor Lauretane, Baia Mare 2012, ISBN 978-6-06832610-8.
- Rafila Găluţ. Fecioara stigmatizată din Bocsig. Editura Surorilor Lauretane, Baia Mare 2013, ISBN 978-6-06832625-2.
- Maica Domnului de la Scăiuş. Editura Surorilor Lauretane, Baia Mare 2014, ISBN 978-6-06832639-9.
- 160 de ani de la întemeierea Eparhiei de Lugoj: funeraliile episcopului Ioan Bălan (1880–1959). Editura Surorilor Lauretane, Baia Mare 2015, ISBN 978-6-06832661-0.
- Anul Maicii Domnului de la Scăiuş. Editura Surorilor Lauretane, Baia Mare 2015, ISBN 978-6-06832653-5.
- File din viaţa mea. Editura Surorilor Lauretane, Baia Mare 2015, ISBN 978-6-06832668-9.